# بيل ميتشل
بيل ميتشل (بالإنجليزية: Belle Mitchell)‏ هي ممثلة أمريكية، ولدت في 24 سبتمبر 1889 بميشيغان في الولايات المتحدة، وتوفيت في 12 فبراير 1979 في الولايات المتحدة.

## أعمال

### أفلام
- (1915) إحياءه
- (1936) سان فرانسيسكو
- (1940) علامة زورو
- (1943) شبح الأوبرا
- (1948) بيت الأفعى
- (1956) رغبة في الحياة
- (1970) المطار[2][3][4]

## وصلات خارجية
- بيل ميتشل على موقع IMDb (الإنجليزية)
- بيل ميتشل على موقع قاعدة بيانات الفيلم (الإنجليزية)